# International Champions Cup 2019
La International Champions Cup 2019 fue la 7ª edición de este torneo bajo su actual nombre, y en general la décima edición de esta competencia organizada anualmente por la empresa estadounidense Relevent Sports Group, la cual reúne a los mejores clubes del mundo y sirve como preparación de cara a la temporada futbolística 2019-20. Se disputó por última vez entre el 16 de julio y 18 de agosto de 2019 en 4 zonas geográficas: China, Estados Unidos, Europa y Singapur.
El torneo masculino estará conformado por 12 clubes, los cuales jugaran un total de 3 partidos cada uno en distintas sedes. En caso de empate después de los 90 minutos reglamentarios, se ejecutara una tanda de penaltis en donde el ganador de esta obtendrá 2 puntos, mientras que al perdedor solo se le otorgara una unidad. Al finalizar todos los encuentros, el equipo mejor ubicado en la tabla general se proclamara campeón de la competencia.
Para el torneo femenino habrá 4 equipos participantes, los cuales jugaran un Final Four compuesto por semifinales, partido por el tercer puesto y final, en donde el ganador de esta se proclamara campeón. Al igual que en la rama varonil, en caso de empate en los 90 minutos reglamentarios, se utilizaran los tiros penales para decidir al ganador. Todos los encuentros se celebraron en el WakeMed Soccer Park de la ciudad de Cary, Estados Unidos.

## Sistema de puntuación
| Partido ganado | Partido ganado (penales) | Partido perdido (penales) | Partido perdido |
| -------------- | ------------------------ | ------------------------- | --------------- |
| 3 puntos       | 2 puntos                 | 1 punto                   | 0 puntos        |

## Equipos participantes

### Masculinos
| País                  | Equipo             | Ciudad      | Confederación | Liga           |
| --------------------- | ------------------ | ----------- | ------------- | -------------- |
| Bandera de España     | Atlético de Madrid | Madrid      | UEFA          | LaLiga         |
| Bandera de Italia     | AC Milan           | Milán       | UEFA          | Serie A        |
| Bandera de Inglaterra | Arsenal            | Londres     | UEFA          | Premier League |
| Bandera de Alemania   | Bayern Múnich      | Múnich      | UEFA          | Bundesliga     |
| Bandera de Portugal   | Benfica            | Lisboa      | UEFA          | Primeira Liga  |
| Bandera de Italia     | Fiorentina         | Florencia   | UEFA          | Serie A        |
| Bandera de México     | Guadalajara        | Guadalajara | CONCACAF      | Liga MX        |
| Bandera de Italia     | FC Internazionale  | Milán       | UEFA          | Serie A        |
| Bandera de Italia     | Juventus           | Turín       | UEFA          | Serie A        |
| Bandera de Inglaterra | Manchester United  | Mánchester  | UEFA          | Premier League |
| Bandera de España     | Real Madrid        | Madrid      | UEFA          | LaLiga         |
| Bandera de Inglaterra | Tottenham Hotspur  | Londres     | UEFA          | Premier League |

### Femeninos
| País                      | Equipo                 | Ciudad     | Confederación | Liga                    |
| ------------------------- | ---------------------- | ---------- | ------------- | ----------------------- |
| Bandera de España         | Atlético de Madrid     | Madrid     | UEFA          | Liga Iberdrola          |
| Bandera de Inglaterra     | Manchester City        | Mánchester | UEFA          | FA Women's Super League |
| Bandera de Estados Unidos | North Carolina Courage | Cary       | CONCACAF      | NWSL                    |
| Bandera de Francia        | Olympique de Lyon      | Lyon       | UEFA          | Division 1              |

## Sedes
Los encuentros se llevarán a cabo en 16 estadios repartidos en 6 países.

### Estados Unidos
| Bridgeview        | Carson                | Santa Clara       | Charlotte               | Houston           |
| ----------------- | --------------------- | ----------------- | ----------------------- | ----------------- |
| SeatGeek Stadium  | StubHub Center        | Levi's Stadium    | Bank of America Stadium | NRG Stadium       |
| Capacidad: 28.000 | Capacidad: 27.000     | Capacidad: 68.500 | Capacidad: 75.412       | Capacidad: 72.220 |
|                   |                       |                   |                         |                   |
| Landover          | Kansas City           | Arlington         | Harrison                | East Rutherford   |
| FedExField        | Children's Mercy Park | Globe Life Park   | Red Bull Arena          | MetLife Stadium   |
| Capacidad: 82.000 | Capacidad: 18.467     | Capacidad: 48.114 | Capacidad: 25.000       | Capacidad: 82.500 |
|                   |                       |                   |                         |                   |
| Foxborough        |                       |                   |                         |                   |
| Gillette Stadium  |                       |                   |                         |                   |
| Capacidad: 65.878 |                       |                   |                         |                   |
|                   |                       |                   |                         |                   |

### Europa
| Gales              | Inglaterra                | Suecia            |
| Cardiff            | Londres                   | Estocolmo         |
| ------------------ | ------------------------- | ----------------- |
| Millennium Stadium | Tottenham Hotspur Stadium | Friends Arena     |
| Capacidad: 74.500  | Capacidad: 62.850         | Capacidad: 50.000 |
|                    |                           |                   |

### China
| Nankín                        | Shanghái          |
| ----------------------------- | ----------------- |
| Nanjing Olympic Sports Center | Estadio Hongkou   |
| Capacidad: 61,443             | Capacidad: 33.060 |
|                               |                   |

### Singapur
| Singapur                     |
| ---------------------------- |
| Estadio Nacional de Singapur |
| Capacidad: 55.000            |
|                              |

## Torneo Masculino

### Partidos
| 16 de julio de 2019, 20:00 (UTC-7); | Fiorentina                 | 2:1 (1:1) | Guadalajara | SeatGeek Stadium, Bridgeview                               |                                                            |
|                                     | - Simeone 27' - Sottil 52' |           | - 25' López | Asistencia: 10.062 espectadores Árbitro(s): Rubiel Vázquez | Asistencia: 10.062 espectadores Árbitro(s): Rubiel Vázquez |

| 17 de julio de 2019, 20:00; | Arsenal                       | 2:1 (0:0) | Bayern Múnich     | StubHub Center, Carson                                  |                                                         |
|                             | - Poznanski 49' - Nketiah 88' |           | - 71' Lewandowski | Asistencia: 26.704 espectadores Árbitro(s): Kevin Stott | Asistencia: 26.704 espectadores Árbitro(s): Kevin Stott |

| 20 de julio de 2019, 19:30; | Manchester United | 1:0 (0:0) | Internazionale | Estadio Nacional, Singapur                                           |                                                                      |
|                             | - Greenwood 76'   |           |                | Asistencia: 52.897 espectadores Árbitro(s): Letchman Gopala Krishnan | Asistencia: 52.897 espectadores Árbitro(s): Letchman Gopala Krishnan |

| 20 de julio de 2019, 13:00; | Benfica                                        | 3:0 (1:0) | Guadalajara | Levi's Stadium, Santa Clara                               |                                                           |
|                             | - De Tomás 4' - Rafa Silva 70' - Seferović 73' |           |             | Asistencia: 15.724 espectadores Árbitro(s): Joe Dickerson | Asistencia: 15.724 espectadores Árbitro(s): Joe Dickerson |

| 20 de julio de 2019, 18:00; | Arsenal                         | 3:0 (1:0) | Fiorentina | Bank of America Stadium, Charlotte                             |                                                                |
|                             | - Nketiah 15' 66' - Willock 89' |           |            | Asistencia: 34.902 espectadores Árbitro(s): Marcos de Oliveira | Asistencia: 34.902 espectadores Árbitro(s): Marcos de Oliveira |

| 20 de julio de 2019, 19:00; | Bayern Múnich                                | 3:1 (1:0) | Real Madrid   | NRG Stadium, Houston                                     |                                                          |
|                             | - Tolisso 15' - Lewandowski 67' - Gnabry 69' |           | - 84' Rodrygo | Asistencia: 60.143 espectadores Árbitro(s): Ramy Touchan | Asistencia: 60.143 espectadores Árbitro(s): Ramy Touchan |

| 21 de julio de 2019, 19:30; | Juventus                    | 2:3 (0:1) | Tottenham Hotspur                     | Estadio Nacional, Singapur                                 |                                                            |
|                             | - Higuaín 56' - Ronaldo 60' |           | - 30' Lamela - 65' Moura - 90+3' Kane | Asistencia: 50.443 espectadores Árbitro(s): Ahmad A'Qashah | Asistencia: 50.443 espectadores Árbitro(s): Ahmad A'Qashah |

| 23 de julio de 2019, 19:00; | Real Madrid                       | 2:2 (0:2) (3:2 p.)         | Arsenal                                                | FedExField, Landover                                     |                                                          |
|                             | - Bale 56' - Asensio 59'          |                            | - 10' Lacazette - 24' Aubameyang                       | Asistencia: 52.826 espectadores Árbitro(s): Timothy Ford | Asistencia: 52.826 espectadores Árbitro(s): Timothy Ford |
|                             |                                   | Tiros desde el punto penal |                                                        |                                                          |                                                          |
|                             | - Bale - Isco - Varane - Vinícius |                            | - Reiss Nelson - Xhaka - Saka - Nacho Monreal - Burton |                                                          |                                                          |

| 23 de julio de 2019, 20:00; | Bayern Múnich    | 1:0 (1:0) | Milan | Children's Mercy Park, Kansas City                        |                                                           |
|                             | - Goretzka 45+3' |           |       | Asistencia: 18.469 espectadores Árbitro(s): Allen Chapman | Asistencia: 18.469 espectadores Árbitro(s): Allen Chapman |

| 23 de julio de 2019, 20:00; | Guadalajara                                                 | 0:0 (4:5 p.)               | Atlético de Madrid                                               | Globe Life Park, Arlington                                   |  |
|                             |                                                             |                            |                                                                  | Asistencia: 12.467 espectadores Árbitro(s): Baldomero Toledo |  |
|                             |                                                             | Tiros desde el punto penal |                                                                  |                                                              |  |
|                             | - Ponce - Briseño - González - Huerta - Beltrán - Cervantes |                            | - Correa - Herrera - Šaponjić - Felipe Augusto - Moya - Sanabria |                                                              |  |

| 24 de julio de 2019, 19:30; | Juventus                                                         | 1:1 (0:1) (4:3 p.)         | Internazionale                                                     | Nanjing Olympic Sports Center, Nankín                 |                                                       |
|                             | - Ronaldo 68'                                                    |                            | - 10' De Ligt                                                      | Asistencia: 48.646 espectadores Árbitro(s): Zhang Lei | Asistencia: 48.646 espectadores Árbitro(s): Zhang Lei |
|                             |                                                                  | Tiros desde el punto penal |                                                                    |                                                       |                                                       |
|                             | - Cancelo - Ronaldo - Emre Can - Rabiot - Bernardeschi - Demiral |                            | - Ranocchia - Pușcaș - Longo - João Mário - Barella - Borja Valero |                                                       |                                                       |

| 24 de julio de 2019, 20:00; | Fiorentina     | 1:2 (1:1) | Benfica                     | Red Bull Arena, Harrison                                  |                                                           |
|                             | - Vlahović 29' |           | - 9' Seferović - 90+3' Caio | Asistencia: 12.141 espectadores Árbitro(s): Robert Sibiga | Asistencia: 12.141 espectadores Árbitro(s): Robert Sibiga |

| 25 de julio de 2019, 19:30; | Tottenham Hotspur | 1:2 (0:1) | Manchester United               | Estadio Hongkou, Shanghái |                    |
|                             | - Moura 65'       |           | - 21' Martial - 80' Angel Gomes | Árbitro(s): Kun Ai        | Árbitro(s): Kun Ai |

| 26 de julio de 2019, 19:30; | Real Madrid                                    | 3:7 (0:5) | Atlético de Madrid                                                     | MetLife Stadium, East Rutherford                      |                                                       |
|                             | - Nacho 60' - Benzema 85' - Javi Hernández 89' |           | - 1' 28' 45' 51' Costa - 8' João Félix - 19' Ángel Correa - 70' Vitolo | Asistencia: 57.714 espectadores Árbitro(s): Ted Unkel | Asistencia: 57.714 espectadores Árbitro(s): Ted Unkel |

| 28 de julio de 2019, 15:00; | Milan | 0:1 (0:0) | Benfica       | Gillette Stadium, Foxborough                             |                                                          |
|                             |       |           | - 70' Taarabt | Asistencia: 27.565 espectadores Árbitro(s): Sorin Stoica | Asistencia: 27.565 espectadores Árbitro(s): Sorin Stoica |

| 3 de agosto de 2019, 17:30; | Manchester United                                          | 2:2 (1:1) (5:4 p.)         | Milan                                                       | Millennium Stadium, Cardiff                               |                                                           |
|                             | - Rashford 14' - Lingard 72'                               |                            | - 26' Suso - 60' Lindelöf                                   | Asistencia: 65.892 espectadores Árbitro(s): Iwan Griffith | Asistencia: 65.892 espectadores Árbitro(s): Iwan Griffith |
|                             |                                                            | Tiros desde el punto penal |                                                             |                                                           |                                                           |
|                             | - Lingard - Young - Greenwood - Angel Gomes - Daniel James |                            | - Çalhanoğlu - Bonaventura - André Silva - Krunić - Maldini |                                                           |                                                           |

| 4 de agosto de 2019, 15:00; | Tottenham Hotspur                                 | 1:1 (1:1) (3:4 p.)         | Internazionale                                         | Tottenham Hotspur Stadium, Londres                         |                                                            |
|                             | - Lucas Moura 3'                                  |                            | - 36' Sensi                                            | Asistencia: 58.905 espectadores Árbitro(s): Andre Marriner | Asistencia: 58.905 espectadores Árbitro(s): Andre Marriner |
|                             |                                                   | Tiros desde el punto penal |                                                        |                                                            |                                                            |
|                             | - Eriksen - Son - N'Koudou - Alderweireld - Skipp |                            | - Pușcaș - Ranocchia - Dimarco - Politano - João Mário |                                                            |                                                            |

| 10 de agosto de 2019, 18:00; | Atlético de Madrid           | 2:1 (2:1) | Juventus      | Friends Arena, Estocolmo                                   |                                                            |
|                              | - Lemar 24' - João Félix 33' |           | - 29' Khedira | Asistencia: 49.752 espectadores Árbitro(s): Andreas Ekberg | Asistencia: 49.752 espectadores Árbitro(s): Andreas Ekberg |

### Clasificación
| Pos. | Equipo            | Pts. | PJ | G | GPEN | PPEN | P | GF | GC | Dif. |
| ---- | ----------------- | ---- | -- | - | ---- | ---- | - | -- | -- | ---- |
| 1    | Benfica (C)       | 9    | 3  | 3 | 0    | 0    | 0 | 6  | 1  | +5   |
| 2    | Atlético Madrid   | 8    | 3  | 2 | 1    | 0    | 0 | 9  | 4  | +5   |
| 3    | Manchester United | 8    | 3  | 2 | 1    | 0    | 0 | 5  | 3  | +2   |
| 4    | Arsenal           | 7    | 3  | 2 | 0    | 1    | 0 | 7  | 3  | +4   |
| 5    | Bayern Munich     | 6    | 3  | 2 | 0    | 0    | 1 | 5  | 3  | +2   |
| 6    | Tottenham Hotspur | 4    | 3  | 1 | 0    | 1    | 1 | 5  | 5  | 0    |
| 7    | Inter Milan       | 3    | 3  | 0 | 1    | 1    | 1 | 2  | 3  | −1   |
| 8    | Fiorentina        | 3    | 3  | 1 | 0    | 0    | 2 | 3  | 5  | −2   |
| 9    | Juventus          | 2    | 3  | 0 | 1    | 0    | 2 | 4  | 6  | −2   |
| 10   | Real Madrid       | 2    | 3  | 0 | 1    | 0    | 2 | 6  | 12 | −6   |
| 11   | Milan             | 1    | 3  | 0 | 0    | 1    | 2 | 2  | 4  | −2   |
| 12   | Guadalajara       | 1    | 3  | 0 | 0    | 1    | 2 | 1  | 5  | −4   |

 Fuente: ICC
Criterios de clasificación: 1) Puntos; 2) Puntos entre los equipos implicados; 2) Diferencia de goles; 3) Goles marcados; 4) Puntos contra el mismo adversario común; 5) Menos tarjetas rojas; 6) Menos tarjetas amarillas; 7) Menos faltas cometidas; 8) Tirar una moneda al aire.

## Torneo Femenino

### Cuadro
|  | Semifinales            | Semifinales            | Semifinales            |                        |                   | Final                | Final                | Final                |  |
|  | 15 de agosto de 2019   | 15 de agosto de 2019   | 15 de agosto de 2019   |                        |                   | 18 de agosto de 2019 | 18 de agosto de 2019 | 18 de agosto de 2019 |  |
|  |                        |                        |                        |                        |                   |                      |                      |                      |  |
|  |                        |                        |                        |                        |                   |                      |                      |                      |  |
|  | Olympique de Lyon      | Olympique de Lyon      | 1                      |                        |                   |                      |                      |                      |  |
|  | Olympique de Lyon      | Olympique de Lyon      | 1                      |                        |                   |                      |                      |                      |  |
|  | Atlético de Madrid     | Atlético de Madrid     | 0                      |                        |                   |                      |                      |                      |  |
|  | Atlético de Madrid     | Atlético de Madrid     | 0                      |                        | Olympique de Lyon | Olympique de Lyon    | 1                    |                      |  |
|  |                        |                        |                        |                        | Olympique de Lyon | Olympique de Lyon    | 1                    |                      |  |
|  |                        |                        | North Carolina Courage | North Carolina Courage | 0                 |                      |                      |                      |  |
|  | North Carolina Courage | North Carolina Courage | North Carolina Courage | North Carolina Courage | 0                 | 2                    |                      |                      |  |
|  | North Carolina Courage | North Carolina Courage |                        |                        |                   | 2                    |                      |                      |  |
|  | Manchester City        | Manchester City        | 1                      |                        |                   | Tercer lugar         | Tercer lugar         | Tercer lugar         |  |
|  | Manchester City        | Manchester City        | 1                      |                        |                   | Tercer lugar         | Tercer lugar         | Tercer lugar         |  |
|  |                        |                        |                        |                        |                   |                      |                      |                      |  |
|  |                        |                        |                        |                        |                   | Atlético de Madrid   | Atlético de Madrid   | 2                    |  |
|  |                        |                        |                        |                        |                   | Atlético de Madrid   | Atlético de Madrid   | 2                    |  |
|  |                        |                        |                        |                        |                   | Manchester City      | Manchester City      | 3                    |  |
|  |                        |                        |                        |                        |                   | Manchester City      | Manchester City      | 3                    |  |
|  |                        |                        |                        |                        |                   |                      |                      |                      |  |

#### Semifinales
| 15 de agosto de 2019, 17:00; | Olympique de Lyon | 1:0 (0:0) | Atlético de Madrid | WakeMed Soccer Park, Cary |                   |
|                              | - Renard W. 90+1' |           |                    | Árbitra: Penso C.         | Árbitra: Penso C. |

| 15 de agosto de 2019, 19:30; | North Carolina Courage              | 2:1 (0:1) | Manchester City  | WakeMed Soccer Park, Cary |                  |
|                              | - Meehan M. 84' - McDonald J. 90+3' |           | - 41' Stanway G. | Árbitro(s): [[]]          | Árbitro(s): [[]] |

#### Tercer lugar
| 18 de agosto de 2019, 16:00; | Atlético de Madrid                | 2:3 (0:1) | Manchester City                                   | WakeMed Soccer Park, Cary |                   |
|                              | - Torrecilla V. 58' - Sosa A. 63' |           | - Hemp L. 22' - Beckie J. 83' - Wullaert T. 90+3' | Árbitra: Voigt A.         | Árbitra: Voigt A. |

#### Final
| 18 de agosto de 2019, 18:30; | Olympique de Lyon | 1:0 (0:0) | North Carolina Courage | WakeMed Soccer Park, Cary |                    |
|                              | - Marozsán D. 57' |           |                        | Árbitra: Chesky D.        | Árbitra: Chesky D. |